# Campionato mondiale di hockey su ghiaccio - Prima Divisione 2018
Il Campionato mondiale di hockey su ghiaccio - Prima Divisione 2018 è stato un torneo di hockey su ghiaccio organizzato dall'International Ice Hockey Federation. Il torneo si è disputato fra il 22 e il 28 aprile 2018. Le dodici squadre partecipanti sono state divise in due gironi da sei squadre ciascuno. Le gare del Gruppo A si sono svolte a Budapest, in Ungheria. Le partite del Gruppo B invece si sono giocate a Kaunas, in Lituania. Il Regno Unito e l'Italia, prima e seconda del Gruppo A, si sono garantite la partecipazione al Campionato mondiale di hockey su ghiaccio maschile 2019, mentre la Polonia è stata retrocessa per il 2019 in Prima Divisione - Gruppo B. Nel Gruppo B la nazione ospitante, la Lituania, ha conquistato la promozione in Prima Divisione - Gruppo A, mentre la Croazia, ultima classificata, è stata retrocessa in Seconda Divisione - Gruppo A.

## Partecipanti

### Gruppo A
| Nazionale   | Qualificazione                                                     |
| ----------- | ------------------------------------------------------------------ |
| Slovenia    | Quindicesima e retrocessa dal Gruppo A del 2017.                   |
| Italia      | Sedicesima e retrocessa dal Gruppo A del 2017.                     |
| Kazakistan  | Terza nella Prima Divisione - Gruppo A del 2017.                   |
| Polonia     | Quarto nella Prima Divisione - Gruppo A del 2017.                  |
| Ungheria    | Paese ospitante, quinto nella Prima Divisione - Gruppo A del 2017. |
| Regno Unito | Prima e promossa dalla Prima Divisione - Gruppo B del 2017.        |

### Gruppo B
| Nazionale | Qualificazione                                                    |
| --------- | ----------------------------------------------------------------- |
| Ucraina   | Sesta e retrocessa dalla Prima Divisione - Gruppo A del 2017.     |
| Giappone  | Secondo nella Prima Divisione - Gruppo B del 2017.                |
| Lituania  | Paese ospitante, terzo nella Prima Divisione - Gruppo B del 2017. |
| Estonia   | Quarta nella Prima Divisione - Gruppo B del 2017.                 |
| Croazia   | Quinta nella Prima Divisione - Gruppo B del 2017.                 |
| Romania   | Prima e promossa dalla Seconda Divisione - Gruppo A del 2017.     |

## Gruppo A

### Incontri
| Budapest 22 aprile 2018, ore 12:30 UTC+2 | Regno Unito | 3 – 1 (1-1; 1-0; 1-0) referto | Slovenia | László Papp Budapest Sports Arena (1.545 spett.) |

| Budapest 22 aprile 2018, ore 16:00 UTC+2 | Ungheria | 0 – 3 (0-0; 0-0; 0-3) referto | Kazakistan | László Papp Budapest Sports Arena (7.170 spett.) |

| Budapest 22 aprile 2018, ore 19:30 UTC+2 | Polonia | 1 – 3 (1-0; 0-2; 1-0) referto | Italia | László Papp Budapest Sports Arena (1.100 spett.) |

| Budapest 23 aprile 2018, ore 16:00 UTC+2 | Slovenia | 2 – 4 (0-1; 1-2; 1-1) referto | Polonia | László Papp Budapest Sports Arena (930 spett.) |

| Budapest 23 aprile 2018, ore 19:30 UTC+2 | Italia | 2 – 3 (1-0; 1-2; 0-1) referto | Ungheria | László Papp Budapest Sports Arena (7.150 spett.) |

| Budapest 24 aprile 2018, ore 16:00 UTC+2 | Kazakistan | 6 – 1 (1-1; 2-0; 3-0) referto | Regno Unito | László Papp Budapest Sports Arena (1.345 spett.) |

| Budapest 25 aprile 2018, ore 12:30 UTC+2 | Italia | 3 – 0 (2-0; 1-0; 0-0) referto | Kazakistan | László Papp Budapest Sports Arena (1.325 spett.) |

| Budapest 25 aprile 2018, ore 16:00 UTC+2 | Regno Unito | 5 – 3 (2-1; 0-2; 3-0) referto | Polonia | László Papp Budapest Sports Arena (1.435 spett.) |

| Budapest 25 aprile 2018, ore 19:30 UTC+2 | Slovenia | 4 – 1 (1-0; 1-1; 2-0) referto | Ungheria | László Papp Budapest Sports Arena (7.460 spett.) |

| Budapest 26 aprile 2016, ore 19:00 UTC+2 | Polonia | 2 – 3 (0-2; 2-0; 0-1) referto | Ungheria | László Papp Budapest Sports Arena (7.370 spett.) |

| Budapest 27 aprile 2018, ore 16:00 UTC+2 | Kazakistan | 3 – 5 (2-2; 1-2; 0-1) referto | Slovenia | László Papp Budapest Sports Arena (1.645 spett.) |

| Budapest 27 aprile 2018, ore 19:30 UTC+2 | Italia | 3 – 4 (2-2; 0-1; 1-1) referto | Regno Unito | László Papp Budapest Sports Arena (1.750 spett.) |

| Budapest 28 aprile 2018, ore 12:30 UTC+2 | Kazakistan | 6 – 1 (2-0; 2-1; 2-0) referto | Polonia | László Papp Budapest Sports Arena (1.505 spett.) |

| Budapest 28 aprile 2018, ore 16:00 UTC+2 | Slovenia | 3 – 4 (1-1; 2-2; 0-1) referto | Italia | László Papp Budapest Sports Arena (2.465 spett.) |

| Budapest 28 aprile 2018, ore 19:30 UTC+2 | Ungheria       | 2 – 3 (1-0; 0-0; 1-2; 0-0; 0-1) referto | Regno Unito | László Papp Budapest Sports Arena (7.870 spett.) |
| \| \| \| \| \| \| Shootout 0 – 1 \| \|   |                |                                         |             |                                                  |
|                                          |                |                                         |             |                                                  |
|                                          | Shootout 0 – 1 |                                         |             |                                                  |

### Classifica
| Pos. |             | PG | V | VOT | POT | P | GF | GS | DR | Pt |
| 1.   | Regno Unito | 5  | 3 | 1   | 0   | 1 | 16 | 15 | +1 | 11 |
| 2.   | Italia      | 5  | 3 | 0   | 0   | 2 | 15 | 11 | +4 | 9  |
| 3.   | Kazakistan  | 5  | 3 | 0   | 0   | 2 | 18 | 10 | +8 | 9  |
| 4.   | Ungheria    | 5  | 2 | 0   | 1   | 2 | 9  | 14 | -5 | 7  |
| 5.   | Slovenia    | 5  | 2 | 0   | 0   | 3 | 15 | 15 | 0  | 6  |
| 6.   | Polonia     | 5  | 1 | 0   | 0   | 4 | 11 | 19 | -8 | 3  |

### Riconoscimenti individuali
Best players selected by the directorate
- Miglior portiere: Ádám Vay -  Ungheria
- Miglior difensore: Ben O'Connor -  Regno Unito
- Miglior attaccante: Jan Urbas -  Slovenia

Media All-Stars
- MVP: Brett Perlini -  Regno Unito
- Portiere: Ádám Vay -  Ungheria
- Difensori: Ben O'Connor -  Regno Unito / Sabahudin Kovačević -  Slovenia
- Attaccanti: Brett Perlini -  Regno Unito / Roman Starchenko -  Kazakistan / Balázs Sebők -  Ungheria

### Classifica marcatori
| Giocatore        | PG | G | A | Pt | +/- | MP | Pos |
| ---------------- | -- | - | - | -- | --- | -- | --- |
| Roman Starchenko | 5  | 6 | 2 | 8  | 0   | 4  | F   |
| Miha Verlič      | 5  | 3 | 4 | 7  | +4  | 2  | F   |
| Ben O'Connor     | 5  | 4 | 2 | 6  | +2  | 2  | D   |
| Brett Perlini    | 5  | 4 | 2 | 6  | +2  | 2  | F   |
| Jan Urbas        | 5  | 3 | 3 | 6  | +3  | 0  | F   |
| Evgeni Rymarev   | 5  | 2 | 4 | 6  | +2  | 2  | F   |
| Ivan Deluca      | 5  | 1 | 5 | 6  | +2  | 2  | F   |
| Balázs Sebők     | 5  | 3 | 2 | 5  | +1  | 2  | F   |
| Aron Chmielewski | 5  | 2 | 3 | 5  | 0   | 2  | F   |
| Robert Dowd      | 5  | 3 | 1 | 4  | −1  | 0  | F   |

Fonte: IIHF.com

### Classifica portieri
| Giocatore             | Min    | GA | GAA  | SA  | Sv%   | SO |
| --------------------- | ------ | -- | ---- | --- | ----- | -- |
| Henrik Karlsson       | 300:00 | 10 | 2.00 | 159 | 93.71 | 1  |
| Ádám Vay              | 304:46 | 13 | 2.56 | 189 | 93.12 | 0  |
| Marco De Filippo Roia | 157:33 | 5  | 1.90 | 66  | 92.42 | 0  |
| Ben Bowns             | 290:13 | 14 | 2.89 | 173 | 91.91 | 0  |
| Przemysław Odrobny    | 159:18 | 9  | 3.39 | 93  | 90.32 | 0  |

Fonte: IIHF.com

## Gruppo B

### Incontri
| Kaunas 22 aprile 2018, ore 12:30 UTC+3 | Estonia | 1 – 2 (d.t.s.) (1-0; 0-1; 0-0; 0-1) referto | Giappone | Žalgiris Arena (700 spett.) |

| Kaunas 22 aprile 2018, ore 16:00 UTC+3 | Romania | 0 – 3 (0-1; 0-2; 0-0) referto | Ucraina | Žalgiris Arena (1545 spett.) |

| Kaunas 22 aprile 2018, ore 19:30 UTC+3 | Croazia | 0 – 3 (0-1; 0-2; 0-0) referto | Lituania | Žalgiris Arena (6050 spett.) |

| Kaunas 23 aprile 2018, ore 12:30 UTC+3 | Ucraina | 0 – 2 (0-2; 0-0; 0-0) referto | Estonia | Žalgiris Arena (160 spett.) |

| Kaunas 23 aprile 2018, ore 16:00 UTC+3 | Giappone | 4 – 3 (d.t.s.) (1-0; 1-3; 2-0) referto | Croazia | Žalgiris Arena (292 spett.) |

| Kaunas 23 aprile 2018, ore 19:30 UTC+3 | Lituania | 8 – 3 (3-1; 3-1; 2-1) referto | Romania | Žalgiris Arena (5760 spett.) |

| Kaunas 25 aprile 2018, ore 12:30 UTC+3 | Ucraina | 2 – 4 (0-3; 0-0; 2-1) referto | Croazia | Žalgiris Arena (221 spett.) |

| Kaunas 25 aprile 2018, ore 16:00 UTC+3 | Romania | 0 – 1 (0-0; 0-0; 0-1) referto | Estonia | Žalgiris Arena (452 spett.) |

| Kaunas 25 aprile 2018, ore 19:30 UTC+3 | Giappone | 1 – 6 (0-2; 0-2; 1-2) referto | Lituania | Žalgiris Arena (7010 spett.) |

| Kaunas 27 aprile 2018, ore 12:30 UTC+3 | Giappone | 3 – 2 (d.t.s.) (1-1; 0-1; 1-0; 1-0) referto | Romania | Žalgiris Arena (290 spett.) |

| Kaunas 27 aprile 2018, ore 16:00 UTC+3 | Estonia | 5 – 1 (2-0; 1-1; 2-0) referto | Croazia | Žalgiris Arena (1200 spett.) |

| Kaunas 27 aprile 2018, ore 19:30 UTC+3 | Lituania | 5 – 4 (d.t.s.) (1-1; 1-1; 2-2; 1-0) referto | Croazia | Žalgiris Arena (7850 spett.) |

| Kaunas 28 aprile 2018, ore 12:30 UTC+3 | Croazia | 3 – 7 (0-2; 1-2; 2-3) referto | Romania | Žalgiris Arena (920 spett.) |

| Kaunas 28 aprile 2018, ore 16:00 UTC+3 | Ucraina | 1 – 7 (0-2; 1-2; 0-3) referto | Giappone | Žalgiris Arena (3420 spett.) |

| Kaunas 28 aprile 2018, ore 19:30 UTC+3 | Lituania | 4 – 1 (2-1; 1-0; 1-0) referto | Estonia | Žalgiris Arena (10170 spett.) |

### Classifica
| Pos. |          | PG | V | VOT | POT | P | GF | GS | DR  | Pt |
| 1.   | Lituania | 5  | 4 | 1   | 0   | 0 | 26 | 9  | +15 | 14 |
| 2.   | Giappone | 5  | 2 | 2   | 0   | 1 | 17 | 13 | +4  | 10 |
| 3.   | Estonia  | 5  | 3 | 0   | 1   | 1 | 10 | 7  | +3  | 10 |
| 4.   | Ucraina  | 5  | 1 | 0   | 1   | 3 | 10 | 18 | -8  | 4  |
| 5.   | Romania  | 5  | 1 | 0   | 1   | 3 | 12 | 18 | -6  | 4  |
| 6.   | Croazia  | 5  | 1 | 0   | 0   | 4 | 11 | 21 | -10 | 3  |

### Riconoscimenti individuali
Best players selected by the directorate
- Miglior portiere: Villem-Henrik Koitmaa -  Estonia
- Miglior difensore: Ryo Hashimoto -  Giappone
- Miglior attaccante: Arnoldas Bosas -  Lituania

### Classifica marcatori
| Giocatore          | PG | G | A | Pt | +/- | MP | Pos |
| ------------------ | -- | - | - | -- | --- | -- | --- |
| Ryo Hashimoto      | 5  | 5 | 3 | 8  | +4  | 0  | D   |
| Arnoldas Bosas     | 5  | 6 | 0 | 6  | +2  | 4  | F   |
| Povilas Verenis    | 5  | 4 | 2 | 6  | +4  | 4  | F   |
| Daniel Bogdziul    | 5  | 3 | 3 | 6  | +5  | 2  | F   |
| Hiroto Sato        | 5  | 2 | 4 | 6  | +4  | 0  | D   |
| Makuru Furuhashi   | 5  | 1 | 5 | 6  | +8  | 0  | F   |
| Mark Kaleinikovas  | 5  | 1 | 5 | 6  | +3  | 4  | F   |
| Tadas Kumeliauskas | 5  | 1 | 5 | 6  | +3  | 6  | F   |
| Dainius Zubrus     | 5  | 0 | 6 | 6  | +4  | 2  | F   |
| Csanád Fodor       | 5  | 2 | 3 | 5  | +1  | 6  | F   |
| Paulius Gintautas  | 5  | 2 | 3 | 5  | +2  | 29 | F   |

Fonte: IIHF.com

### Classifica portieri
| Giocatore             | Min    | GA | GAA  | SA  | Sv%   | SO |
| --------------------- | ------ | -- | ---- | --- | ----- | -- |
| Villem-Henrik Koitmaa | 239:40 | 4  | 1.00 | 138 | 97.10 | 2  |
| Mantas Armalis        | 301:04 | 9  | 1.79 | 140 | 93.57 | 1  |
| Sergei Gaiduchenko    | 147:38 | 6  | 2.44 | 90  | 93.33 | 1  |
| Patrik Rolc           | 242:24 | 10 | 2.48 | 150 | 93.33 | 0  |
| Yuta Narisawa         | 122:29 | 5  | 2.45 | 55  | 90.91 | 0  |

Fonte: IIHF.com